# カール・カウフマン (政治家)

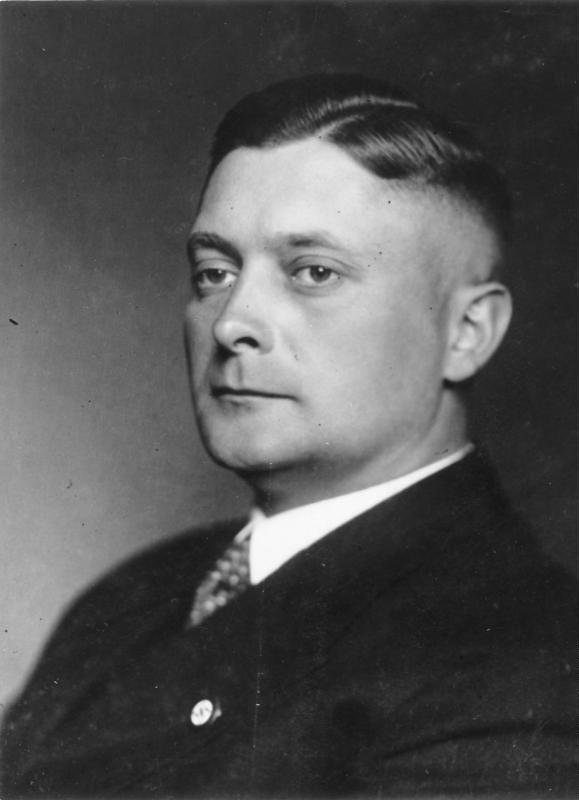
カール・カウフマン（1930年）

カール・カウフマン（Karl Kaufmann、1900年10月10日‐1969年12月4日）は、ヴァイマル共和政期からナチス・ドイツ期のドイツの政治家。国家社会主義ドイツ労働者党（ナチ党）のハンブルク大管区指導者を務めた。

## 略歴
クレーフェルト出身で第一次世界大戦に従軍。戦後に誕生した義勇軍の一つエアハルト海兵旅団に参加して上シュレジエン、ルール地方で活動した。
1921年にルール地方のナチ党の共同創設者となった。1925年にはヨーゼフ・ゲッベルスやエーリヒ・コッホらとともにナチ党ラインラント北部大管区の設置にあたり、その大管区指導者に就任する。はじめゲッベルスとは親密だったが、ゲッベルスがミュンヘンのナチ党本部のアドルフ・ヒトラーと接近するにしたがって二人の関係は疎遠になった。ゲッベルスは自身の日記上でカウフマンを激しく罵るようになり、ラインラント北部大管区はカウフマンの怠慢のせいで腐りきっているとまで断じている。1926年から1929年にかけてはラインラント北部大管区が改組されたルール地方大管区の大管区指導者に就任した。1929年4月15日からはハンブルク大管区指導者に転じた。1930年の選挙で国会議員に当選。しかし同年、党の公金横領の容疑、政敵への脅迫容疑、貰っていない鉄十字勲章を勝手に付けている容疑などですべての党役職を追われた。
ナチ党政権誕生後の1933年にナチ党ハンブルク大管区指導者職に復帰し、これに加えてハンブルクの国家弁務官にも任じられた。以降、これらの地位に基づいて第二次世界大戦のドイツの敗戦までハンブルクの地方行政責任者であり続けた。1941年には親衛隊全国指導者ハインリヒ・ヒムラーより親衛隊中将に任命された。1945年にイギリス軍により逮捕される。1946年のニュルンベルク裁判では証言台に立った。
戦後実業家としてハンブルクで暮らしていた。1949年4月にイギリス軍に、1950年8月と1953年1月にハンブルク当局によって逮捕されているが、いずれもすぐに釈放されている。1969年にハンブルクで死去。